# Sabrina Saqeb
Sabrina Saqeb (Provincia de Kabul, 1979) es una política afgana que fue miembro del parlamento afgano desde 2005 a 2010
Recibió atención de los medios en 2009 cuando participó y ayudó a organizar protestas contra una ley aprobada por el presidente afgano Hamid Karzai relativa a la Ley chiita del estado personal. Entre otras cosas, la ley exigía que las mujeres tuvieran relaciones sexuales con sus maridos con cierta frecuencia, y exigía que las mujeres obtuvieran permiso antes de salir de su casa. Después de completar su mandato en el parlamento, Saqeb cofundó una organización llamada "Instituto de Investigación para la Mujer, la Paz y la Seguridad", y se convirtió en defensora de los Derechos de las mujeres.
Fue jefa de la Asociación Nacional de Baloncesto de Afganistán. El Comité Olímpico Nacional Afgano nominó y aprobó a Sabrina Saqib como uno de los seis miembros de la Junta Directiva del Comité. Sabrina Saqeb, quien fue una de las parlamentarias más jóvenes, dijo: "La política en Afganistán es muy arriesgada. Especialmente si eres una mujer que habla sobre los derechos de las mujeres, los derechos humanos o cualquier cosa que tenga que ver con el Islam". Según Sabrina Saqeb, las parlamentarias en Afganistán están más preocupadas por sus distritos locales y los problemas que enfrentan las personas allí. Han tratado de mejorar las cosas en las aldeas donde la gente es realmente pobre y es muy difícil acceder a esas aldeas. Sus esfuerzos por llegar a zonas remotas y desfavorecidas los han hecho muy populares entre la población local.